# پوسته هسته
پوستهٔ هسته (به انگلیسی: Endocarp) داخل میوه است. در حالی که Exocarp پوستهٔ خارجی یا قشر اطراف میوه است.